# كأس الوحدة اليمني 2010
كأس الوحدة اليمني 2010 هي النسخة السابعة من كأس الوحدة اليمني. بدأت البطولة في فبراير وانتهت في مايو.
أقيمت المباراة النهائية في 6 يونيو 2010 حيث تغلب نادي الصقر على نادي شباب البيضاء 1-0 سجله المهاجم الإثيوبي يوردانوس في الدقيقة الرابعة والعشرين.